# قوشاتپه غربی
قوشاتپه غربی مربوط به هزاره دوم وهزاره ۱ قبل از میلاد است و در شهرستان رزن، بخش مرکزی، روستای کاروانه واقع شده و این اثر در تاریخ ۱۱ شهریور ۱۳۸۲ با شمارهٔ ثبت ۹۸۴۸ به‌عنوان یکی از آثار ملی ایران به ثبت رسیده است.